# Boeing Phantom Eye
Le Phantom Eye est un prototype de drone américain de type HALE (Haute Altitude, Longue Endurance) en cours de développement par la société Boeing.
Propulsé à l'hydrogène, il est conçu pour mener des missions d'intelligence, de surveillance, et de reconnaissance (ISR).
Il a mené son premier essai de roulage en mars 2012.